# 5446 Heyler
5446 Heyler (1991 PB13) là một tiểu hành tinh nằm phía ngoài của vành đai chính được phát hiện ngày 5 tháng 8 năm 1991 bởi H. E. Holt ở Palomar.